# Rebeca Esnaola
Rebeca Esnaola Bermejo (nascida a 1975) é uma política navarra que tem servido como Ministra da Cultura e Desportos de Navarra desde agosto de 2019.